# Gouvernement de Sa Majesté (Commonwealth)
Pour le Gouvernement de Sa Majesté au Royaume-Uni, voir Gouvernement du Royaume-Uni.
Le terme Gouvernement de Sa Majesté (Her Majesty's Government ou His Majesty's Government lorsque le souverain est un homme) est un synonyme désignant les gouvernements des différentes juridictions au sein des royaumes du Commonwealth. En usage depuis l'apogée de l'Empire britannique, cette phrase a été héritée et intégrée aux nations ayant émergé de son éclatement.

## Historique
Dans l'Empire britannique, le terme « Gouvernement de Sa Majesté » était à l'origine uniquement utilisé par le gouvernement impérial à Londres. Alors que l'Empire devient le Commonwealth, les anciens Dominions sont alors vus comme des royaumes, au même titre que le Royaume-Uni, et, des années 1920 à 1930, la phrase « Gouvernement de Sa Majesté dans [Dominion] » (His Majesty's Government in...) commence à être utilisée par les gouvernements du Royaume-Uni et des Dominions pour différencier les juridictions indépendantes, comme « Gouvernement de Sa Majesté dans l'État libre d'Irlande » (His Majesty's Government in the Irish Free State).
D'autre part, les gouvernements coloniaux, nationaux et provinciaux continuent à utiliser le titre « Gouvernement de [région] », et parfois, la phrase est utilisée dans les anciens dominions, comme « Gouvernement australien de Sa Majesté » (Her Majesty's Australian Government).

## Usage

Logo du Gouvernement du Royaume-Uni, avec l'abréviation HM pour His Majesty

Le terme « Gouvernement de Sa Majesté » est employé pour signifier que le gouvernement de l'un des royaumes du Commonwealth ou, plus rarement, une division de celui-ci, appartient au souverain régnant, et non au Cabinet ou au Premier ministre.
Cependant, aujourd'hui, la plupart des gouvernements des nations du Commonwealth, autres que celui du Royaume-Uni (où l'abréviation HMG, pour Her Majesty's Government, est encore fréquemment utilisée), sont revenus à utiliser la forme « Gouvernement de [région] », alors que « Gouvernement de Sa Majesté » n'est plus employé que pour des circonstances officielles et formelles.